# Schlesien
För andra betydelser, se Schlesien (olika betydelser).
Schlesien är en historisk region i Centraleuropa, belägen kring floden Oders övre lopp. Idag hör huvuddelen av Schlesien till Polen, men mindre områden i Tjeckiska Schlesien tillhör Tjeckien, och området kring Görlitz tillhör förbundsländerna Sachsen och Brandenburg i Tyskland. Regionens huvudstad är Wrocław.
Schlesien består av Nedre Schlesien, Övre Schlesien samt Tjeckiska Schlesien. De viktigaste städerna är Wrocław, Opole, Katowice, Cieszyn - Těšín och Opava.

## Geografi
Schlesien är till största delen lågland. Från Mała Panews källa i öster till Schwarze Elster i väster genomdras det av en dalsänkning, "schlesiska längddalen", som huvudsakligen följer Oders lopp. I sydväst stiger landet småningom till 315 m. och övergår vid gränsen mot Böhmen och Mähren i mellersta och högsta delen av Sudeternas bergssystem, vars huvudpartier är:
Jizerbergen, Riesengebirge med Sněžka (1 603m.), Tjeckiens högsta berg, Katzbach-
och Waldenburgergebirge, båda stenkolsberg, samt bergen i Glatz, till vilka hör Eulengebirge
(1 014 m.) och Glatzer Schneegebirge (1 422 m.).
Öster om Oder höjer landet sig likaledes mot söder och genomkorsas av mindre betydande bergssträckor:
Katzenberge, Trebnitzlandryggen, överschlesiska Jura, Tarnowitzplatån och överschlesiska stenkolsbergen;
de sistnämnda bildar övergången till Karpaterna och där finns också östra Schlesiens högsta topp, Annaberg (400 m.).
Största delen av Schlesien tillhör Oders avrinningsområde, en del Wisłas och en del Sprees och Schwarze Elsters. Oder är regionens huvudflod. Under ett lopp av 507 kilometer upptar den inom Schlesien bifloderna Olsa, Ruda,
Birawka, Klodnitz. Malapane, Stober, Weida och Bartsch från höger, Oppa, Psina, Stradune, Hotzenplotz, Nysa Kłodzka, Oława, Ślęza, Bystrzyca och Kaczawa från vänster, samt Bóbr, som flyter genom västra Schlesien och rinner ut i Oder utanför provinsens område. Till den på södra gränsen flytande Wisła utgör Korzyniez, Gostine och Przemsa bifloder.
Av insjöar är den fiskrika Schlawasjön den mest betydande; anmärkningsvärd är den samling sjöar, som kallas Militsch-Trachenberg-sjö-gruppen. Den enda kanalen i Schlesien är Klodnitzkanalen. På mineralkällor har regionen stor rikedom, bland andra Bad Warmbrunn och Szczawno-Zdrój. Klimatet är tämligen gynnsamt i dalarna, mera rått på höjderna.  Wrocław har en årstemperatur av 8° C. Nederbörden är på slätterna 500–600 mm., i bergen 1 160 mm.

## Historia
Schlesien befolkades på 100-talet e. Kr. av vandaler. Området tros ha fått sitt namn efter den vandaliska stammen silingerna. Under folkvandringstiden migrerade slaviska stammar in i området.
Under loppet av 900-talet hamnade större delen av Schlesien under polsk överhöghet. Endast landet väster om Bober kom i tyska händer, under markgrevskapet Meissen. Från Polen infördes småningom kristendomen och 1051 upprättades biskopsdömet Breslau.
Den tysk-romerske kejsaren Fredrik Barbarossa tvingade genom ett fördrag 1163 den polske kungen Boleslav IV att (med bibehållen polsk länshöghet) avträda Schlesien åt sina brorsöner, Boleslav, Mieszko och Konrad, söner till den avsatte konung Vladislav och fränder till tyske kejsaren. Från de båda äldsta av dessa, hertigar av Breslau (Niederschlesien) och Ratibor (Oberschlesien), härstammade de vittförgrenade schlesiska hertigliga ätterna, som genom inkallandet av tyska bosättare, hantverkare och köpmän så småningom förvandlade Schlesien till en tyskdominerad region. Steg för steg löstes också de politiska banden med Polen.
Hertig Henrik den skäggige av den nederschlesiska grenen var från 1235 till sin död 1238 Polens regent. Hundra år senare avstod Kasimir den store från sina anspråk på länshöghet över Schlesien. (1335). Redan dessförinnan hade de flesta av Schlesiens hertigar erkänt kung Johan den blinde som sin länsherre (1320-talet). Hans son, kejsar Karl IV, lade hela landet under sig; dock bibehöll det en hög grad av självständighet; på s. k. "furstedagar" rådslogs det om gemensamma angelägenheter.

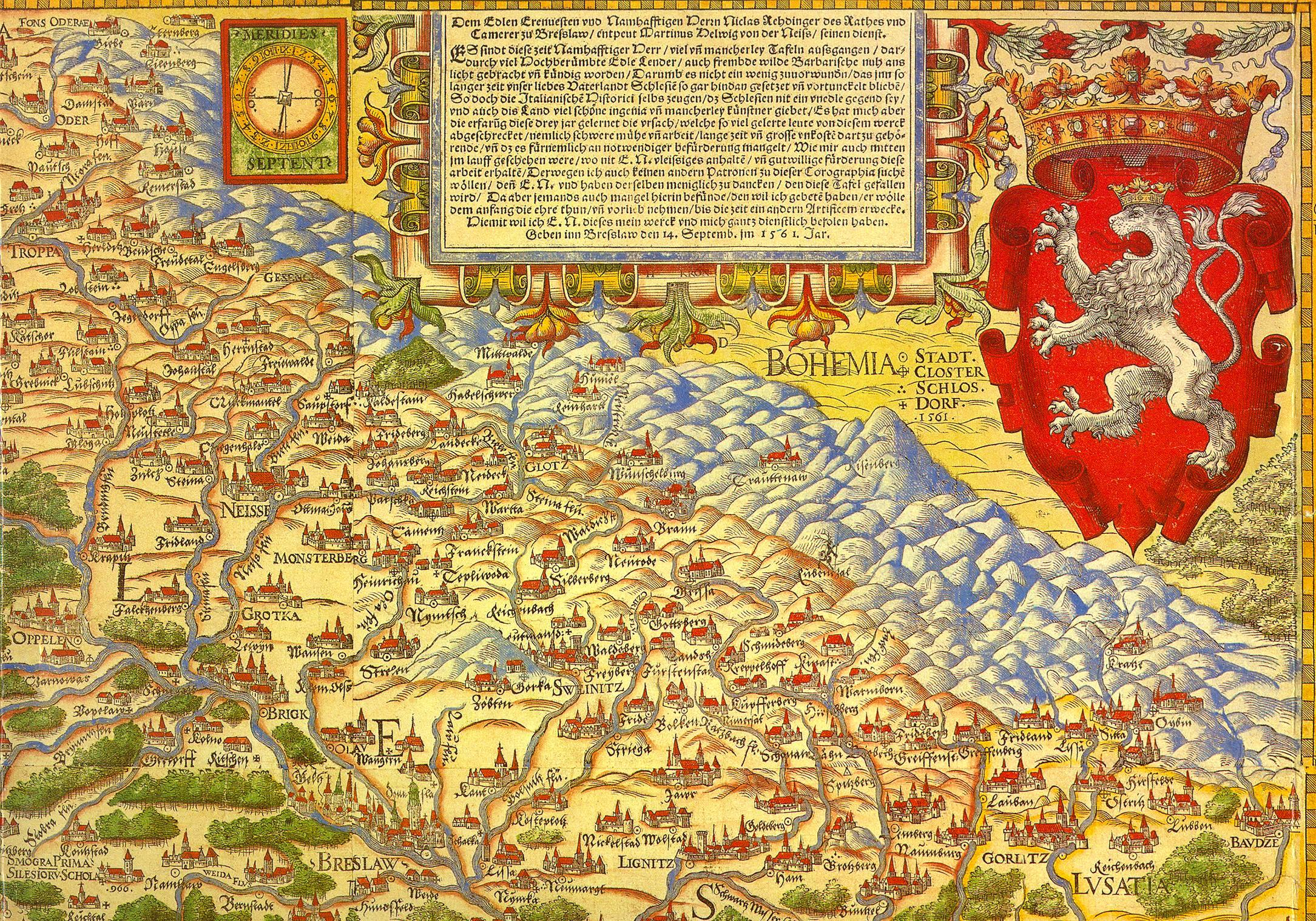
Martin Helwigs karta över Schlesien från 1561. Norr är nedåt.

Med Böhmen kom Schlesien 1526 under huset Habsburgs spira. I kraft av en arvförbrödring av 1537 gjorde dock Brandenburg anspråk på vissa områden. Reformationen vann stor utbredning i Schlesien; den motarbetades inte av hertigarna, men väl av de tyska kejsarna. I förbund med Böhmens protestanter tilltvingade sig emellertid de schlesiska ständerna av kejsar Rudolf II ett "majestäts-brev" 1609, som tryggade deras religionsfrihet. Sin anslutning till Fredrik V av Pfalz vid trettioåriga krigets begynnelse fick de sona genom stora inskränkningar i de nyvunna privilegierna. Nästan alla protestantiska kyrkor stängdes. Efter westfaliska freden blev läget än värre för det av kriget svårt härjade landet, i synnerhet då den sista grenen av den gamla furstesläkten utdog med hertig Georg Vilhelm av Brieg 1675. Med detta bortföll det sista stödet för den politiska självständighet, som Schlesien förut ägt gentemot den österrikiske kejsaren.
1686 avstod Brandenburg från sina arvsanspråk. En viss lindring erhöll dock Schlesiens lutheraner, då Karl XII under sitt uppehåll i Sachsen avtvingade kejsar Josef I konventionen i Altranstädt (1707), varigenom omkring 120 kyrkor åter öppnades och protestanterna blev beviljade tillträde till offentliga ämbeten. 1720 underskrev de schlesiska ständerna den pragmatiska sanktionen, men då kung Fredrik II av Preussen (tidigare Brandenburg) 1740 framdrog sina på arvförbrödringen 1537 grundade anspråk, vilka han ansåg ännu äga kraft då hans farfader 1695 till Österrike återställt det vederlag som getts för avträdelsen 1686, anfölls Schlesien. Genom de följande frederna i Breslau 1742 respekitive Dresden 1745 (se Schlesiska krigen) erhöll Preussen övre och nedre Schlesien, med undantag för furstendömena Troppau, Jägerndorf, Teschen och Bielitz (samt några mindre områden) och dessutom det forna grevskapet Glatz i Böhmen. Fredrik II avskaffade också de schlesiska "furstedagarna".
Till den preussiska provinsen Schlesien hörde förutom nyssnämnda områden den av Sachsen 1815 avträdda delen av markgrevskapet Oberlausitz och några bömiska enklaver. De delar av Schlesien som Österrike behöll, bildade enligt 1849 års författning ett österrikiskt kronland under titeln hertigdömet Schlesien.
Efter första världskriget delades Schlesien mellan Tyskland, Tjeckoslovakien och Polen. Efter andra världskriget tilldelades större delen av Schlesien Polen. Från 1945 fördrevs stora delar av den tyska befolkningen från hela området. Framförallt i Opole vojvodskap finns dock fortfarande en betydande tyskspråkig minoritet och i vissa kommuner har tyskan status av andra officiellt språk.

## Schlesien idag
Sedan Schlesiens delningar efter första och andra världskriget består regionen av följande områden:
- Schlesiens vojvodskap, Opole vojvodskap och Nedre Schlesiens vojvodskap i Polen
- områden i Olomoucký kraj och Moravskoslezský kraj i Tjeckien
- mindre områden kring Görlitz i delstaterna Sachsen och Brandenburg i Tyskland.